# Ctenus tuniensis
Ctenus tuniensis este o specie de păianjeni din genul Ctenus, familia Ctenidae, descrisă de M.K. Patel și Reddy, 1988. Conform Catalogue of Life specia Ctenus tuniensis nu are subspecii cunoscute.